# Stéphane Borbiconi
Stéphane Borbiconi est un footballeur français, né le 22 mars 1979 à Villerupt.

## Biographie
Formé au Football Club de Metz, ce défenseur s'impose comme un des cadres de l'équipe après avoir été prêté à Martigues en 2001-2002. Bon joueur de la tête, il marque 14 buts en Ligue 1.
Après avoir porté le maillot de la Renaissance Sportive Ottange, Stéphane porte les couleurs du Thionville FC, avant de connaître un début de carrière professionnelle grâce à sa formation au FC Metz.
À la fin de la saison 2006, Stéphane Borbiconi décide de tenter un nouveau défi en partant pour la Turquie, au Vestel Manisaspor, club de première division turque (puis une année en division 2).
Le 6 juillet 2009, il signe pour 3 ans avec le FC Metz.
Le 31 août 2010, il est prêté sans option d'achat pour un an par le club lorrain au FK Bakou, en Azerbaïdjan.
Lors de la saison 2011/2012, il revient au FC Metz, son club de cœur, avec beaucoup d'ambitions. Mais une blessure lors du premier match de la saison au Havre le contraint à annoncer le 25 juillet 2011 qu'il met un terme à sa carrière.

## Carrière
- 1999 - 2001 :  FC Metz
- 2001 - 2002 :  FC Martigues
- 2002 - 2006 :  FC Metz
- 2006 - 2009 :  Manisaspor
- depuis 2009 :  FC Metz
- 2010 - 2011 :  FK Bakou (prêt)
- depuis 2012 :  FC Devant-lès-Ponts [1]